# Rumunia na Letnich Igrzyskach Olimpijskich 1936
Reprezentacja Rumunii na Letnich Igrzyskach Olimpijskich 1936 w Berlinie składała się z 53 zawodników: 4 pięściarzy, 8 gimnastyków, 5 jeźdźców, 5 lekkoatletów, 15 piłkarzy ręcznych, 4 strzelców, 7 szermierzy (w tym dwie kobiety) oraz 5 zapaśników. Na tych igrzyskach olimpijskich zadebiutowało 5 reprezentacji Rumunii: bokserska, gimnastyczna, jeździecka, w piłce ręcznej oraz zapaśnicza. Był to ostatni występ reprezentacji Rumunii jako Królestwa, gdyż w 1940 i 1944 letnie igrzyska olimpijskie nie odbyły się z powodu II wojny światowej natomiast w 1947 powstała Rumuńska Republika Ludowa.
Reprezentacja Rumunii na Igrzyskach Olimpijskich 1936 w Berlinie zdobyła jeden medal (srebrny), który zdobył Henri Rang w konkursie skoków przez przeszkody (jeździectwo). Dało to 25 miejsce w klasyfikacji medalowej ex aequo z Jugosławią i ZPA.

## Medale
| Medal  | Zawodnicy  | Sport       | Konkurencja                          | Data        |
| ------ | ---------- | ----------- | ------------------------------------ | ----------- |
| srebro | Henri Rang | Jeździectwo | skoki przez przeszkody indywidualnie | 16 sierpnia |

## Wyniki

### Boks
Reprezentacja Rumunii w boksie w swoim debiucie na letnich igrzyskach olimpijskich składała się z czterech pięściarzy, którzy walczyli w czterech najlżejszych wagach. Rumuni przegrali swoje pierwsze mecze i zajęli ostatnie 16 (lub 17) miejsce. W reprezentacji Rumunii wystąpił tylko jeden uczestnik mistrzostw Europy w boksie amatorskim zorganizowanych w 1934 Budapeszcie – Constantin David.
Podczas igrzysk olimpijskich umarł jeden z rumuńskich bokserów Nicolae Berechet. Oficjalną przyczyną śmierci było zatrucie krwi (sepsa).
Mężczyźni
- Nicolae Berechet
- Constantin David
- Marin Gașpar
- Dumitru Panaitescu

| Zawodnik           | Pierwsza runda | Druga runda | Ćwierćfinał | Półfinał | Finał | Miejsce |
| ------------------ | -------------- | ----------- | ----------- | -------- | ----- | ------- |
| Dumitru Panaitescu | Felipe Nunag   |             |             |          |       | 16      |

| Zawodnik     | Pierwsza runda | Druga runda | Ćwierćfinał | Półfinał | Finał | Miejsce |
| ------------ | -------------- | ----------- | ----------- | -------- | ----- | ------- |
| Marin Gașpar | Wilhelm Stasch |             |             |          |       | 17      |

| Zawodnik         | Pierwsza runda | Druga runda | Ćwierćfinał | Półfinał | Finał | Miejsce |
| ---------------- | -------------- | ----------- | ----------- | -------- | ----- | ------- |
| Nicolae Berechet | Evald Seeberg  |             |             |          |       | 16      |

| Zawodnik         | Pierwsza runda | Druga runda | Ćwierćfinał | Półfinał | Finał | Miejsce |
| ---------------- | -------------- | ----------- | ----------- | -------- | ----- | ------- |
| Constantin David | Marino Facchin |             |             |          |       | 17      |

### Gimnastyka
Reprezentacja Rumunii w gimnastyce zadebiutowała na igrzyskach w Berlinie. Na zawodach rozgrywanych w Dietrich Eckart Open Air Theatre wyłącznie męska reprezentacja Rumunii zdobywała miejsca w końcu stawki 111 gimnastyków. W drużynie Rumuni zostali sklasyfikowany na ostatnim 14 miejscu.
Mężczyźni
- Andrei Abraham
- Ion Albert
- Alexandru Dan
- Francisc Drăghici
- Remus Ludu
- Iosif Matusec
- Vasile Moldovan
- Iohan Schmidt

| Zawodnik          | Punkty            | Miejsce           |
| ----------------- | ----------------- | ----------------- |
| Iohan Schmidt     | 12,634            | 101               |
| Andrei Abraham    | 12,500            | 102               |
| Francisc Drăghici | 12,400            | 103               |
| Alexandru Dan     | 11,900            | 104               |
| Remus Ludu        | 10,633            | 106               |
| Iosif Matusec     | 10,467            | 107               |
| Ion Albert        | 9,833             | 108               |
| Vasile Moldovan   | niesklasyfikowany | niesklasyfikowany |

| Zawodnik          | Punkty | Miejsce |
| ----------------- | ------ | ------- |
| Francisc Drăghici | 15,466 | 69      |
| Vasile Moldovan   | 11,667 | 100     |
| Iosif Matusec     | 9,000  | 103     |
| Remus Ludu        | 8,533  | 104     |
| Alexandru Dan     | 8,166  | 106     |
| Ion Albert        | 8,100  | 107     |
| Andrei Abraham    | 6,400  | 109     |
| Iohan Schmidt     | 5,633  | 110     |

| Zawodnik          | Punkty            | Miejsce           |
| ----------------- | ----------------- | ----------------- |
| Andrei Abraham    | 11,667            | 94                |
| Alexandru Dan     | 10,166            | 100               |
| Iosif Matusec     | 10,000            | 101               |
| Francisc Drăghici | 9,800             | 102               |
| Ion Albert        | 8,766             | 105               |
| Iohan Schmidt     | 8,200             | 106               |
| Remus Ludu        | 7,767             | 107               |
| Vasile Moldovan   | niesklasyfikowany | niesklasyfikowany |

| Zawodnik          | Punkty            | Miejsce           |
| ----------------- | ----------------- | ----------------- |
| Francisc Drăghici | 12,533            | 91                |
| Iohan Schmidt     | 10,500            | 96                |
| Iosif Matusec     | 9,166             | 100               |
| Remus Ludu        | 8,533             | 102               |
| Alexandru Dan     | 7,933             | 103               |
| Andrei Abraham    | 7,400             | 107               |
| Ion Albert        | niesklasyfikowany | niesklasyfikowany |
| Vasile Moldovan   | niesklasyfikowany | niesklasyfikowany |

| Zawodnik          | Punkty            | Miejsce           |
| ----------------- | ----------------- | ----------------- |
| Francisc Drăghici | 14,567            | 78                |
| Iosif Matusec     | 11,567            | 98                |
| Remus Ludu        | 11,367            | 101               |
| Andrei Abraham    | 10,700            | 103               |
| Alexandru Dan     | 10,334            | 106               |
| Ion Albert        | 8,900             | 107               |
| Iohan Schmidt     | 6,734             | 108               |
| Vasile Moldovan   | niesklasyfikowany | niesklasyfikowany |

| Zawodnik          | Punkty            | Miejsce           |
| ----------------- | ----------------- | ----------------- |
| Remus Ludu        | 11,966            | 93                |
| Andrei Abraham    | 10,033            | 98                |
| Ion Albert        | 9,900             | 99                |
| Iosif Matusec     | 9,500             | 101               |
| Alexandru Dan     | 9,367             | 103               |
| Francisc Drăghici | 8,733             | 105               |
| Iohan Schmidt     | 8,500             | 106               |
| Vasile Moldovan   | niesklasyfikowany | niesklasyfikowany |

| Zawodnik          | Punkty | Miejsce |
| ----------------- | ------ | ------- |
| Francisc Drăghici | 73,499 | 97      |
| Iosif Matusec     | 59,700 | 102     |
| Remus Ludu        | 58,799 | 103     |
| Andrei Abraham    | 58,700 | 104     |
| Alexandru Dan     | 57,866 | 105     |
| Iohan Schmidt     | 52,201 | 107     |
| Ion Albert        | 51,066 | 108     |
| Vasile Moldovan   | 31,034 | 109     |

Suma wyników w poszczególnych konkurencjach.
| Zawodnik | Punkty  | Miejsce |
| --- | ------- | ------- |
| Francisc Drăghici, Iosif Matusec, Remus Ludu, Andrei Abraham, Alexandru Dan, Iohan Schmidt, Ion Albert, Vasile Moldovan | 360,765 | 14      |

Suma 6 najlepszych występów indywidualnych poszczególnych reprezentantów danego kraju.

### Jeździectwo
Reprezentacja jeździecka zadebiutowała na tych igrzyskach w składzie 5 osobowym. Rumunii wystąpili wyłącznie w konkursie skoków przez przeszkody oraz we Wszechstronnym Konkursie Konia Wierzchowego. Zawody ukończyło tylko dwóch jeźdźców w skokach w tym Henri Rang, który jako jedyny z reprezentacji Rumunii zdobył medal na berlińskich igrzyskach. Z powodu nieukończenia zawodów przez Tomę Tudorana, Rumuni nie zostali sklasyfikowani w konkursie drużynowym.
Mężczyźni
- Constantin Apostol
- Petre Chirculescu
- Henri Rang
- Toma Tudoran
- Constantin Zahei

| Zawodnik           | Punkty            | Miejsce           |
| ------------------ | ----------------- | ----------------- |
| Henri Rang         | 4.00              | 2                 |
| Constantin Apostol | 28.75             | 29                |
| Toma Tudoran       | niesklasyfikowany | niesklasyfikowany |

| Zawodnicy                                    | Punkty            | Miejsce           |
| -------------------------------------------- | ----------------- | ----------------- |
| Henri Rang, Constantin Apostol, Toma Tudoran | niesklasyfikowani | niesklasyfikowani |

Suma wyników indywidualnych zespołów 3 osobowych, Rumuni nie zostali sklasyfikowani, gdyż Toma Tudoran nie ukończył konkurencji indywidualnej.
| Zawodnik          | Punkty            | Miejsce           |
| ----------------- | ----------------- | ----------------- |
| Petre Chirculescu | niesklasyfikowany | niesklasyfikowany |
| Constantin Zahei  | niesklasyfikowany | niesklasyfikowany |

### Lekkoatletyka
Reprezentacja Rumunii w lekkoatletyce składała się z pięciu zawodników. W zawodach rozgrywanych głównie na Olympiastadion w Berlinie, Rumuni nie odegrali większej roli, nie klasyfikując się do finałów lub w przypadku długich dystansów zajmując miejsca 20. w chodzie i 23. w maratonie. 6 sierpnia, startujący w biegu na 400 metrów Francisc Nemeș ustanowił w eliminacjach wynikiem 50,9 rekord Rumunii w tej konkurencji, który jednak nie dał mu awansu do ćwierćfinału (zajął 4. miejsce w swoim biegu, a awans uzyskiwało jedynie 3 najszybszych zawodników z każdego biegu eliminacyjnego).
Zawody zostały zdominowane przez lekkoatletów ze Stanów Zjednoczonych oraz reprezentantów gospodarzy.
Mężczyźni
- Vasile Firea
- Ludovic Gal
- Petre Havaleț
- Bondoc Ionescu-Crum
- Francisc Nemeș

| Zawodnik       | 1 runda | Miejsce | Ćwierćfinał | Miejsce | Półfinał | Miejsce | Finał | Miejsce |
| -------------- | ------- | ------- | ----------- | ------- | -------- | ------- | ----- | ------- |
| Francisc Nemeș | 50,9    | 4       |             |         |          |         |       | 25      |

| Zawodnik    | Finał     | Miejsce |
| ----------- | --------- | ------- |
| Ludovic Gal | 2-55:02.0 | 23      |

| Zawodnik     | Finał     | Miejsce |
| ------------ | --------- | ------- |
| Vasile Firea | 5-09:39.0 | 20      |

| Zawodnik            | Eliminację | Miejsce | Finał | Miejsce |
| ------------------- | ---------- | ------- | ----- | ------- |
| Bondoc Ionescu-Crum | ?          | ?       |       | ?       |

Zawodnik nie zakwalifikował się do finału, odległość oraz miejsce w eliminacjach nieznane.
| Zawodnik      | Eliminacje | Miejsce | Finał | Miejsce |
| ------------- | ---------- | ------- | ----- | ------- |
| Petre Havaleț | ?          | ?       |       | ?       |

Zawodnik nie zakwalifikował się do finału, odległość oraz miejsce w eliminacjach nieznane.

### Piłka ręczna
Piłka ręczna po raz pierwszy w historii pojawiła się w programie letnich igrzysk olimpijskich na igrzyskach w Berlinie. Rozegrano wówczas turniej w piłce ręcznej na trawie na boisku do piłki nożnej. W turnieju uczestniczyło 6 z 10 zakwalifikowanych drużyn na starcie nie pojawiły się reprezentację Danii, Szwecji, Holandii i Polski.
Turniej był rozgrywany w dwóch fazach grupowych w pierwszej drużyny zostały podzielone na dwie grupy, z których dwie najlepsze przechodziły do finału, w którym walczono o medale w systemie kołowym. W turnieju wygrali zawodnicy gospodarzy wygrywając wszystkie mecze i strzelając w sumie 99 bramek.
Mężczyźni
- Péter Fecsi
- Karl Haffer
- Fritz Haffer
- Fritz Halmen
- Willi Heidel
- Hans Hermannstädter
- Hans Georg Herzog
- Bruno Holzträger
- Alfred Höchsmann
- Wilhelm Kirschner
- Günther Schorsten
- Robert Speck
- Willi Zacharias
- Hans Zikeli
- Ștefan Zoller

| 6 sierpnia 193617:15 | Austria | 18:3(5:1) | Rumunia | Stadion policyjny w Berlinie Sędzia: H. Stühmer |
| 6 sierpnia 193617:15 |         | 18:3(5:1) |         | Stadion policyjny w Berlinie Sędzia: H. Stühmer |

| 7 sierpnia 193617:15 | Szwajcaria | 8:6(5:2) | Rumunia | Stadion policyjny w Berlinie Sędzia: L. Kovács |
| 7 sierpnia 193617:15 |            | 8:6(5:2) |         | Stadion policyjny w Berlinie Sędzia: L. Kovács |

| poz | Flaga      | Reprezentacja | Zwycięstwa. | Remisy | Porażki | Punkty | Bramki |
| --- | ---------- | ------------- | ----------- | ------ | ------- | ------ | ------ |
| 1   | Austria    | Austria       | 2           | 0      | 0       | 4      | 32:6   |
| 2   | Szwajcaria | Szwajcaria    | 1           | 0      | 1       | 2      | 11:20  |
| 3   | Rumunia    | Rumunia       | 0           | 0      | 2       | 0      | 9:36   |

Mecz o 5. miejsce
| 10 sierpnia 193611:00 | Rumunia | 10:3(4:0) | USA | Stadion policyjny w Berlinie Sędzia: M. Ackermann |
| 10 sierpnia 193611:00 |         | 10:3(4:0) |     | Stadion policyjny w Berlinie Sędzia: M. Ackermann |

### Strzelectwo
Reprezentacja strzelecka Rumunii, mająca najdłuższą historię startów na igrzyskach olimpijskich, wśród rumuńskich ekip, wystawiła do rywalizacji kadrę składającą się z czterech strzelców w dwóch konkurencjach. Rumunii, oprócz Mihai Ionescu-Călineşti, który zajął piętnaste miejsce lokowali się w końcowej części stawki.
Mężczyźni
- Vasile Crișan
- Eduard Grand
- Mihai Ionescu-Călinești
- Gheorghe Mirea

| Zawodnik      | Runda 1 | Runda 2 | Runda 3 | Runda 4 | Runda 5 | Runda 6 | Suma | Miejsce |
| ------------- | ------- | ------- | ------- | ------- | ------- | ------- | ---- | ------- |
| Vasile Crișan | 73      | 65      | 72      | 71      | 80      | 85      | 446  | 42      |

| Zawodnik                | Finał | Miejsce |
| ----------------------- | ----- | ------- |
| Mihai Ionescu-Călinești | 293   | 15      |
| Gheorghe Mirea          | 289   | 40      |
| Eduard Grand            | 279   | 64      |

### Szermierka
W drugim występie reprezentacji Rumunii w szermierce na igrzyskach olimpijskich po raz pierwszy wystąpiły Rumunki. Zawodnicy z Rumunii nie odnieśli większych sukcesów odpadając w pierwszej lub drugiej fazie grupowej we wszystkich turniejach.
Mężczyźni
- Denis Dolecsko
- Gheorghe Man
- Nicolae Marinescu
- Ioan Miclescu-Prăjescu
- Camil Szatmary

Kobiety
- Gerda Gantz
- Thea Kellner

| Zawodnik               | Przeciwnicy 1 runda | Miejsce | Przeciwnicy ćwierćfinał | Miejsce | Przeciwnicy półfinał | Miejsce | Finały | Miejsce |
| ---------------------- | --- | ------- | --- | ------- | -------------------- | ------- | ------ | ------- |
| Ioan Miclescu-Prăjescu | Franco Riccardi 2:3 Siegfried Lerdon 2:3 Aage Leidersdorff 3:0 Cornelis Weber 0:3 Ricardo Romero 3:2 Vlado Mažuranić 3:1 Moacyr Dunham -:-                                               | 5       | Hans Drakenberg 3:2 Roman Kantor 3:2 Raymond Stasse 3:2 Saverio Ragno 1:3 Ian Campbell-Gray 1:3 Preben Christiansen 3:0 François Duret 3:1 Cornelis Weber 3:3 Thorstein Guthe 3:3                                | 6       |                      |         |        | 21      |
| Nicolae Marinescu      | Hans Drakenberg 2:3 Antonio Villamil 3:2 Béla Bay1:3 Roman Kantor 3:2 Mahmoud Ahmed Abdin 3:1 Nicolaas van Hoorn 1:3 3:1 Charles de Beaumont Otto Schröder 3:2 Bertrand Boissonnault 3:0 | 1       | Antonio Haro 0:3 Siegfried Lerdon 0:3 Giancarlo Cornaggia-Medici 0:3 Henrique de Aguilar 3:2 Hervé, Count du Monceau de Bergendael 3:2 Gustavo Carinhas Raúl Saucedo 2:3 Rezső von Bartha 3:2 Gustaf Dyrssen 1:3 | 9       |                      |         |        | 33      |
| Denis Dolecsko         | Raymond Stasse 3:0 Paulo Leal 2:3 Ian Campbell-Gray 0:3 Saverio Ragno 1:3 Rezső von Bartha 0:3 Josef Kunt 3:0 Roman Fischer 1:3 Ernest Dalton -:-                                        | 7       | |         |                      |         |        | 49      |

| Zawodnik          | Przeciwnicy 1 runda | Miejsce | Przeciwnicy ćwierćfinał                                                                       | Miejsce | Przeciwnicy półfinał | Miejsce | Finały | Miejsce |
| ----------------- | --- | ------- | --------------------------------------------------------------------------------------------- | ------- | -------------------- | ------- | ------ | ------- |
| Denis Dolecsko    | Endre Kabos 0:5 Josef Benedik 2:5 August Heim 5:3 Efrain Díaz 5:2 Jean Piot 2:5 Bengt Ljungquist 5:4 Cihat Teğin 5:3 Charles Otis 5:1                       | 4       | Gustavo Marzi 2:5 Oliver Trinder 0:5 Édward Gardère 2:5 August Heim 1:5 Aage Leidersdorff 5:4 | 6       |                      |         |        | 31      |
| Nicolae Marinescu | Édward Gardère 2:5 Giulio Gaudini Antonius Montfoort 2:5 George Tully 5:0 Norman Cohn-Armitage 5:2 Orhan Adaş 5:4 Moacyr Dunham 5:1                         | 4       | Vincenzo Pinton -:- Marcel Faure 5:1 Antoni Sobik 1:5 Frans Mosman 5:2 Robin Brook 5:3        | 6       |                      |         |        | 31      |
| Camil Szatmary    | Karl Sudrich 2:5 László Rajcsányi 2:5 Nikolaos Manolesos 5:3 Guy Harry 4:5 Hubert de Bèsche 5:0 Adolf Stocker 3:5 Krešo Tretinjak 5:3 Ennio de Oliveira 5:1 | 5       |                                                                                               |         |                      |         |        | 37      |

| Zawodnicy                                                       | Przeciwnicy 1 runda             | Miejsce | Przeciwnicy ćwierćfinał | Miejsce | Przeciwnicy półfinał | Miejsce | Finały | Miejsce |
| --------------------------------------------------------------- | ------------------------------- | ------- | ----------------------- | ------- | -------------------- | ------- | ------ | ------- |
| Nicolae Marinescu, Gheorghe Man, Camil Szatmary, Denis Dolecsko | Niemcy 6:10 Urugwaj 8:8 (57:60) | 3       |                         |         |                      |         |        | 15      |

| Zawodniczka  | Przeciwniczki 1 runda                                                                                             | Miejsce | Przeciwniczki ćwierćfinał | Miejsce | Przeciwniczki półfinał | Miejsce | Finały | Miejsce |
| ------------ | --- | ------- | ------------------------- | ------- | ---------------------- | ------- | ------ | ------- |
| Gerda Gantz  | Ellen Müller-Preis 2:5 Agathe Turgis 2:5 Madeleine Scrève 2:5 Grete Olsen 4:5 Yvonne Bornand -:- Halet Çambel 5:4 | 6       |                           |         |                        |         |        | 31      |
| Thea Kellner | Hedwig Haß 1:5 Ulla Barding-Poulsen 1:5 Ilona Vargha 0:5 Ingeborg Scheel 1:5 Suat Aşeni 0:5 Aileen Thomas 4:5     | 7       |                           |         |                        |         |        | 37      |

### Zapasy
Reprezentacja zapaśnicza debiutowała w igrzyskach olimpijskich na tych zawodach. W ramach Igrzysk Olimpijskich 1936 w Berlinie odbyło się 14 turniejów w poszczególnych wagach w jednym stylu (klasycznym), w których każda reprezentacja mogła wystawić maksymalnie jednego zawodnika. W zawodach zdominowanych przez reprezentację Szwecji (9 medali w tym 4 złote), wystartowało 5 Rumunów. Najlepszym wynikiem reprezentacji Rumunii były 5 miejsca zdobyte przez Iosifa Töjära i Francisca Cocoșa.
Mężczyźni
- Filip Borlovan
- Francisc Cocoș
- Ion Horvath
- Zoltan Kondorossy
- Iosif Töjär

Fall (z) – zwycięstwo przed czasem. Fall (p) – porażka przed czasem.
| Zawodnik    | Pierwsza runda         | Druga runda    | Trzecia runda          | Czwarta runda          | Piąta runda         | Finał | Miejsce |
| ----------- | ---------------------- | -------------- | ---------------------- | ---------------------- | ------------------- | ----- | ------- |
| Iosif Töjär | Georges Bayle Fall (z) | Karlo Toth 3:0 | Dante Bertoli Fall (z) | Jakob Brendel Fall (p) | Väinö Perttunen 1:2 |       | 5       |

| Zawodnik    | Pierwsza runda            | Druga runda         | Trzecia runda      | Czwarta runda        | Piąta runda | Szósta runda | Finał | Miejsce |
| ----------- | ------------------------- | ------------------- | ------------------ | -------------------- | ----------- | ------------ | ----- | ------- |
| Ion Horvath | Sebastian Hering Fall (p) | František Janda 3:0 | Eugène Kracher 3:0 | Aarne Reini Fall (p) |             |              |       | 9       |

| Zawodnik       | Pierwsza runda    | Druga runda     | Trzecia runda          | Czwarta runda | Piąta runda | Szósta runda | Finał | Miejsce |
| -------------- | ----------------- | --------------- | ---------------------- | ------------- | ----------- | ------------ | ----- | ------- |
| Filip Borlovan | József Kálmán 2:1 | Saim Arıkan 2:1 | Lauri Koskela Fall (p) |               |             |              |       | 8       |

| Zawodnik       | Pierwsza runda        | Druga runda                 | Trzecia runda          | Czwarta runda           | Piąta runda | Finał | Miejsce |
| -------------- | --------------------- | --------------------------- | ---------------------- | ----------------------- | ----------- | ----- | ------- |
| Francisc Cocoș | Ernest Gogel Fall (z) | Ludwig Schweickert Fall (p) | Hans Pointner Fall (z) | Väinö Kokkinen Fall (p) |             |       | 5       |

| Zawodnik          | Pierwsza runda      | Druga runda                | Trzecia runda | Czwarta runda | Finał | Miejsce |
| ----------------- | ------------------- | -------------------------- | ------------- | ------------- | ----- | ------- |
| Zoltan Kondorossy | John Nyman Fall (p) | Kristjan Palusalu Fall (p) |               |               |       | 9       |